# Trofeum Ganbatte
Trofeum Ganbatte przechodni srebrny puchar przyznawany zwycięzcy pojedynku pomiędzy drużynami Sunwolves z Japonii a Melbourne Rebels z Australii. Ganbatte, w japońskim stwierdzenie podobne do "Daj z siebie wszystko", to tradycyjne życzenie przed wszelkiego rodzaju występami.

## Historia
W roku 2016 z okazji włączenia pierwszej japońskiej drużyny do rozgrywek Super Rugby klub z Melbourne postanowił "wzmocnić więzy" z japońską federacją. Wielu zawodników i trenerów Rebels było związanych z japońską ligą bądź federacją.
W roku 2020 drużyna Sunwolves rozegrała ostatni sezon w ramach ligi Super Rugby, przedstawiciele Japońskiego Związku Rugby nie doszli do porozumienia z władzami ligi Super Rugby w kwestiach finansowych.

## Wyniki
| Rok  | Data       | Stadion                                  | Gospodarz | Wynik   | Gość      | Zwycięzca meczu | Źródło | Zdobywca trofeum |
| ---- | ---------- | ---------------------------------------- | --------- | ------- | --------- | --------------- | ------ | ---------------- |
| 2020 | 1 lutego   | Best Denki Stadium, Fukuoka              | Sunwolves | 36 — 27 | Rebels    | Sunwolves       | [ 5 ]  | Sunwolves        |
| 2019 | 25 maja    | Chichibunomiya Rugby Stadium, Tokio      | Sunwolves | 7 — 52  | Rebels    | Rebels          | [ 6 ]  | Rebels           |
| 2019 | 6 kwietnia | Melbourne Rectangular Stadium, Melbourne | Rebels    | 42 — 15 | Sunwolves | Rebels          | [ 7 ]  | Rebels           |
| 2018 | 25 maja    | Melbourne Rectangular Stadium, Melbourne | Rebels    | 40 — 13 | Sunwolves | Rebels          | [ 8 ]  | Rebels           |
| 2018 | 3 marca    | Chichibunomiya Rugby Stadium, Tokio      | Sunwolves | 17 — 37 | Rebels    | Rebels          | [ 9 ]  | Rebels           |
| 2016 | 19 marca   | Chichibunomiya Rugby Stadium, Tokio      | Sunwolves | 9 — 35  | Rebels    | Rebels          | [ 10 ] | Rebels           |